# نيكولاس أوليفيرا
نيكولاس أوليفيرا (بالإسبانية: Nicolás Olivera) ، من مواليد 30 مايو 1978، وهو لاعب كرة قدم معروف من أوروغواي، شارك في كأس العالم للشباب عام 1997 وحصل على جائزة الكرة الذهبية وقتها.

## وصلات خارجية
- BDFutbol profile
- نيكولاس أوليفيرا على موقع الاتحاد الدولي (مؤرشف)  (الإنجليزية)
- نيكولاس أوليفيرا على موقع قاعدة بيانات كرة القدم.إي يو (الإنجليزية)
- نيكولاس أوليفيرا على موقع ناشيونال فوتبول تيمز (الإنجليزية)
- نيكولاس أوليفيرا على موقع Soccerway.com (الإنجليزية)